# Help!
För andra betydelser, se Help.
Help!, ett musikalbum av The Beatles, utgivet den 6 augusti 1965 på skivbolaget Parlophone. Help! är soundtracket till Beatlesfilmen med samma namn. Samtliga låtar på albumets förstasida är med i filmen.
På albumet Help! blev The Beatles låttexter något mer avancerade än tidigare. På gruppens tidigare album ägnades texterna mest åt lycklig kärlek, eller den raka motsatsen. Med Help! tar gruppen steget in i de mer komplexa känslornas värld. I låten "You Like Me Too Much" målar den unge George Harrison upp ett relationsdrama där två personer slits mellan viljan att lämna varandra och viljan att försöka lösa problemen de har. John Lennon speglar en desillusionerad ung mans rop på hjälp i låten "Help!". I låten "Yesterday" vänder sig Paul McCartney tillbaka till minnen från sin mors bortgång. Som en parentes kan nämnas att wah-wahpedalen för första gången används i en musikproduktion, på låtarna "I Need You" och "It's Only Love".
På LP:n Help! fick George Harrison för första gången med två låtar, något som med ett par undantag sedan kom att bli standard på Beatlesskivorna.
Två låtar på albumet Help! hade tidigare givits ut som singel: först "Ticket to Ride", sedan låten "Help!". Däremot ingick inte B-sidorna "Yes It Is" respektive "I'm Down".
Liksom i fallet med A Hard Day's Night ett år tidigare skilde sig den amerikanska utgåvan av Help! radikalt från den europeiska. Den amerikanska LP:n innehöll endast de Beatleslåtar som förekommer i filmen plus filmmusiken. Denna gång gavs dock LP:n ut på Beatles ordinarie amerikanska bolag - EMI:s Capitol Records. (A Hard Day's Night hade givits ut på filmbolaget United Artists skivetikett.)
Såväl den europeiska som den amerikanska utgåvan av Help! kom ut i såväl mono- som stereoversion. När Beatles LP-album kom ut på CD 1987 valdes den euroepiska stereoversionen, men gruppens producent George Martin gjorde en ny digital mixning av denna. När Beatleskatalogen på nytt givits ut på remastrade CD-skivor 2009 är det denna senare version som valts för stereoutgåvan. I den s.k. monoboxen finns dock både den ursprungliga mono- och den ursprungliga stereomixningen remastrade. Dessa har tidigare inte varit överförda till CD.
Singelversionen av låten Help! har ett annat sångpålägg än LP-versionen. Singelversionen finns på den amerikanska versionen av LP:n The Beatles Rarities. (Källa: Baksidestexten av detta album).

## Låtlista på den europeiska Help! (Parlophone PMC 1255 (mono)/PCS 3071 (stereo))
Låtarna skrivna av Lennon/McCartney, där inget annat namn anges.

### Sida A
| Nr           | Titel                             | Längd |
| ------------ | --------------------------------- | ----- |
| 1.           | Help!                             | 2.21  |
| 2.           | The Night Before                  | 2.33  |
| 3.           | You've Got to Hide Your Love Away | 2.06  |
| 4.           | I Need You (George Harrison)      | 2.28  |
| 5.           | Another Girl                      | 2.04  |
| 6.           | You're Going to Lose That Girl    | 2.18  |
| 7.           | Ticket to Ride                    | 3.02  |
| Total längd: | Total längd:                      | 16:52 |

### Sida B
| Nr           | Titel                                        | Längd |
| ------------ | -------------------------------------------- | ----- |
| 1.           | Act Naturally (Voni Morrison/Johnny Russell) | 2:29  |
| 2.           | It's Only Love                               | 1:55  |
| 3.           | You Like Me Too Much (George Harrison)       | 2:35  |
| 4.           | Tell Me What You See                         | 2:36  |
| 5.           | I've Just Seen a Face                        | 2:07  |
| 6.           | Yesterday                                    | 2:05  |
| 7.           | Dizzy Miss Lizzy (Larry Williams)            | 2:54  |
| Total längd: | Total längd:                                 | 16:41 |

## Låtlista på den amerikanska Help! (Capitol SMAS-2386 (stereo))
Låtarna skrivna av Lennon/McCartney, där inget annat namn anges.

### Sida A
| Nr           | Titel                                                                                           | Längd |
| ------------ | ----------------------------------------------------------------------------------------------- | ----- |
| 1.           | Help!                                                                                           | 2.35  |
| 2.           | The Night Before                                                                                | 2.33  |
| 3.           | From Me To You Fantasy (instrumental)                                                           | 2.03  |
| 4.           | You've Got to Hide Your Love Away                                                               | 2:08  |
| 5.           | I Need You (George Harrison)                                                                    | 2.28  |
| 6.           | In The Tyrol Introducing Wagner's Ouverture to Act III of Lohengrin (instrumental) (Ken Thorne) | 2:21  |
| Total längd: | Total längd:                                                                                    | 14:08 |

### Sida B
| Nr           | Titel                                                        | Längd |
| ------------ | ------------------------------------------------------------ | ----- |
| 1.           | Another Girl                                                 | 2:02  |
| 2.           | Another A Hard Day's Night (instrumental)                    | 2:28  |
| 3.           | Ticket To Ride                                               | 3:03  |
| 4.           | The Bitter End/You Can't Do That (instrumental) (Ken Thorne) | 2:20  |
| 5.           | You're Going to Lose That Girl                               | 2:18  |
| 6.           | The Chase (instrumental) (Ken Thorne)                        | 2:24  |
| Total längd: | Total längd:                                                 | 14:35 |

I USA hade tre låtar från den europeiska Help!-LP:n redan tidigare givits ut på albumet Beatles VI 14 juni 1965. Dessa var Lennon-McCartneys Tell Me What You See, George Harrisons You Like Me Too Much samt covern på Larry Williams Dizzy Miss Lizzy. På den skivan ingick också en annan Larry Williams-cover, Bad Boy, som spelades in samtidigt som Dizzy Miss Lizzy och i Europa inte getts ut förrän i december 1966 på samlingsskivan A Collection of Beatles Oldies.
Lennon-McCartneys I've Just Seen a Face och It's Only Love kom i USA med på den amerikanska versionen av Rubber Soul, där låtarna var inledningsspår på respektive skivsida. Lennon-McCartneys Yesterday, som i USA också släpptes som singel, och covern på Morrison-Russells Act Naturally kom 1966 med på den kontroversiella LP:n Yesterday... and Today.